# Iljušin Il-76
Iljušin Il-76 (NATO oznaka: Candid), je štirimotorno reaktivno transportno letalo ruskega proizvajalca Iljušin. Sprva je bil načrtovan kot komercialno potniško letalo (leta 1967), vendar se je pozneje njegova vloga spremenila tudi v strateško vojaško transportno letalo. Prevažal naj bi tovore v odročna področja Sovjetske zveze, pa tudi tovore v primeru naravnih nesreč. Poleg letala za prevoz tovora se je uporabljal tudi kot leteči tanker (Il-78), platforma za radar (Berijev A-50) in laser, za gašenje požarov, simulacijo breztežnosti za astronavte in leteči poveljniški center (Il-80).
Letalo so v časih Sovjetske zveze proizvajali v Taškentu. Originalne različice letala so izdelali v 860 primerkih, zaradi česar je najbolj proizvajano reaktivno tovorno letalo na svetu. Proizvodnjo novih, zmogljivejših različic so prenesli v Uljanovsk, kjer ga v manjšem obsegu proizvaja družba Aviastar.
Lahko vzleta s slabo pripravljenih stez, velika tovorna vrata pa mu omogočajo prevoz tovorov velikih dimenzij.
- Il-76TD kokpit
- Il-76MD
- Il-76 Indijskega vojnega letalstva

## Tehnične specifikacije (Il-76TD-90)
- Posadka: 5
- Tovor: 42 ton (Il-76M), 48 ton (Il-76MD), 60 ton (Il-76MD-90A)
- Dolžina: 46,59 m (152 ft 10 in)
- Razpon kril: 50,5 m (165 ft 8 in)
- Višina: 14,76 m (48 ft 5 in)
- Površina kril: 300,0 m² (3.229,2 ft²)
- Prazna teža: 92500 kg (Il-76TD-90) (203962 lb)
- Maks. vzletna teža: 195000 kg (Il-76)[ (429975 lb (Il-76TD-90))
- Motorji: 4 × Aviadvigatel PS90-76 turbofan, 142 kN (32000 lbf) 14500 kg potiska vsak

- Maks. hitrost: 900 km/h (490 vozlov, 560 mph) Mach 0,82
- Dolet: 4300 km (Il-76) s 50 tonami tovora
- Največja višina: 13 000 m (42 700 ft)
- Obremenitev kril: 566,7 kg/m² (Il-76M/T) (116,05 lb/ft² (Il-76M/T), 129,72 lb/ft² (Il-76MD/TD)
- Najkrajša pristajalna razdalja: 450 m z obračalnikom potiska

## Letala bazirana na Il-76
- Iljušin Il-78 - leteči tanker
- Iljušin Il-80 - leteči komandni center
- Berijev A-50 - leteči radar
- Berijev A-60 - leteči laser
- KJ-2000 - kitajski leteči radar